# Нечипорець Ярослав Йосипович
Яросла́в Йо́сипович Нечи́порець (* 1 листопада 1955) — заслужений тренер України, заслужений працівник фізичної культури та спорту (2016).

## З життєпису
Тренер Рівненської обласної школи вищої спортивної майстерності.
Серед вихованців — Кощей Людмила Фіногенівна та Земляк Ольга Миколаївна